# Санктуарій Монте-Сант-Анджело
41°42′28″ пн. ш. 15°57′17″ сх. д. / 41.707722222222° пн. ш. 15.954777777778° сх. д.
Санктуарій Монте-Сант-Анджело або Санктуарій Святого Архангела Михаїла (італ. Santuario di San Michele Arcangelo) — римо-католицька святиня на півострові Гаргано, Італія, в комуні Монте-Сант-Анджело, провінція Фоджа, північна Апулія. Має статус малої базиліки.
Це найстаріша святиня, присвячена архангелу Михаїлу в Західній Європі. Вона стала важливим місцем паломництва вже у самому ранньому середньовіччі. З 1991 року історичне місце та його околиці охороняються в складі Національного парку Гаргано.
У 2011 році Гаргано став об'єктом Всесвітньої спадщини ЮНЕСКО в складі комплексної групи Лангобарди в Італії: місця зосередження влади (568—774 рр. н. е.).

## Легендарна історія
Найдавнішою розповіддю про заснування святилища є латинський компільований агіографічний текст, відомий як Liber de apparitione Sancti Michaelis in Monte Gargano (Bibliotheca Hagiographica Latina 5948).
Текст складається з трьох частин, що описують три явлення Михаїла: перша та третя частини, здається, є частиною однієї розповіді, тоді як друга, можливо, є розповіддю про битву, що відбулась півстоліття потому. Згідно з першою та останньою частинами легенди, близько 490 року архангел Михаїл кілька разів являвся єпископу міста Сіпонт біля печери в горах, наказуючи присвятити печеру християнському богослужінню та обіцяючи захист Сіпонта від язичницьких загарбників. Ці явлення є першими свідченнями про появами Святого Михаїла у Західній Європі.
У другій частині тексту описується заступництво Михаїла за сіпонтців та беневентанців проти вторгнення неаполітанських язичників. Напередодні битви Михаїл з'явився на вершині гори з вогняним мечем після чого сіпонтці та беневентійці здобули перемогу. Джорджо Отранто ідентифікує цю битву як ту, що вказана в 4-й книзі «Історії лангобардів» Павла Диякона, де описується захист гірського хребта Гаргано лангобардським герцогом Беневентським Грімоальдом I від невстановлених «греків» (можливо, візантійських греків) 8 травня 663 року. На згадку про цю перемогу архієпископство Сіпонта запровадила 8 травня особливе свято на честь Архангела Михаїла, яке протягом IX століття поширилося по всьому західному християнському світу. З часів папи Пія V його офіційно оформили як свято Явлення Святого Махаїла (Apparitio Sancti Michaelis), хоча спочатку воно вшановувало не саме явлення, а перемогу лангобардів над греками-загарбниками.
Папа Геласій I (правив у 492—496 роках) наказав звести на цьому місці базиліку. Базиліка Сан-Джованні-ін-Тумба є місцем останнього спочинку лангобардського короля Ротарі (помер 652 року), позначення «тумба» зараз застосовується до купола на тромпах.

## Історія

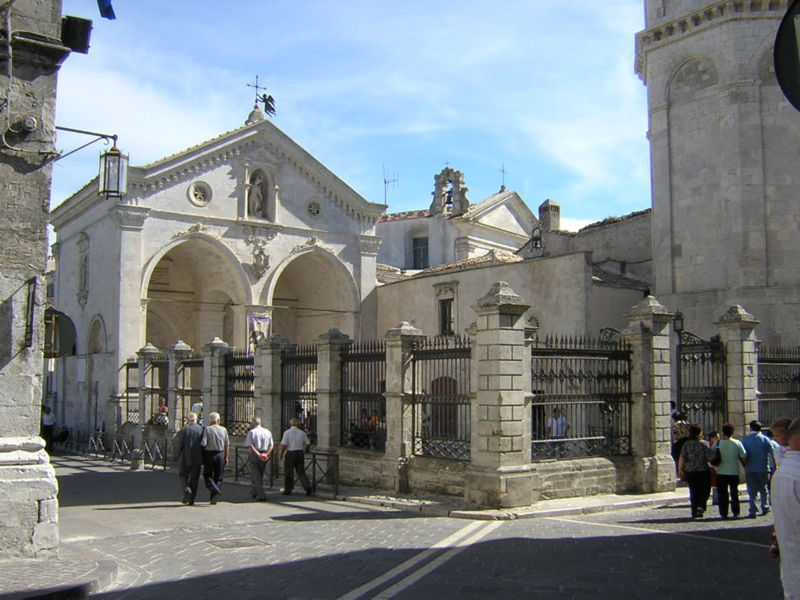
Санктуарій Монте-Сант-Анджело. Праворуч видно частину вежі.

Це місце шанується з 490 року, року, коли, за переказами, на Гаргано в Сан-Лоренцо Майорано відбулося перше явлення архангела Михаїла. Перше святилище збудували в 493 році на місці печери, де відбулося явлення, а з VII століття півострів Гаргано, в якому знаходилось святилище, став частиною володінь лангобардів і був включений до складу лангобардського Беневентського герцогства.

Робота з навернення лангобардів з аріанського християнства на католицьке, розпочата ще в 589 році королевою Теоделіндою, була завершена за правління короля Куніберта. Таким чином, культ Святого Михаїла розвивався ще в контексті архаїчної релігійності. З часом святому Михаїлу були присвячені різні релігійні споруди, зокрема на території Беневентського герцогства, де першим центром культу Михаїла серед лангобардів було святилище Святого Архангела Михаїла в Гаргано, звідки він поширився по всьому Лонгобардському королівству, поки не став вважатися покровителем усього народу.

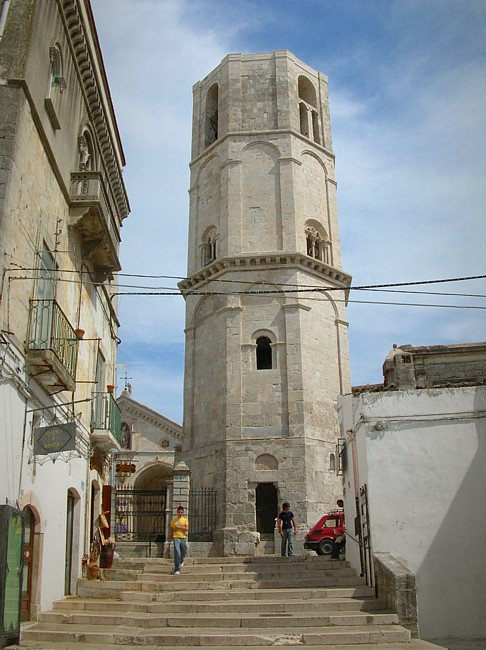
Восьмикутна вежа (кампаніла) храму Святого Архангела Михаїла.

Таким чином, святилище Святого Архангела Михаїла стало головним центром шанування архангела на всьому Заході, типологічним взірцем для всіх інших. Воно було об'єктом монументального заступництва як лангобардських герцогів Беневентських, так і лангобардських королів з Павії, які опікувались численними реконструкціями, щоб полегшити доступ до печери першого явлення та розмістити паломників. Таким чином, святилище Святого Архангела Михаїла стало одним з головних місць паломництва християн, зупинкою на тому варіанті паломницької дороги Віа Франчіджена, який зараз називається Віа Сакра Лангобардорум і який вів від Риму до Святої Землі. Фактично, це святилище є одним із трьох головних європейських місць поклоніння, названих на честь Святого Михаїла, разом із Сакра-ді-Сан-Мікеле у Валь-ді-Суза та абатством Мон-Сен-Мішель у Нормандії. Розташування цих трьох географічних об'єктів на прямій лінії, розділених однаковою відстанню. Інші пам'ятки Михаїла, здається, продовжують цю лінію на північний захід та південний схід, що підживлює легенду про так звану «священну лінію Святого Архангела Михаїла», згідно з якою вона утворилася внаслідок удару меча, завданого архангелом сатані, щоб відправити його назад у пекло, як описано в Книзі Одкровення. Фізик Лука Амендола зауважив, що відхилення цих місць від лінії румби (хоча правильніше було б говорити про ортодромічну лінію), яка їх з'єднує, коливається в межах 14-42 км. Можливо, що таке розташування є випадковим збігом, якому сприяє висока щільність релігійних будівель у Європі та значення Святого Михайла в християнстві.
Святилище пов'язане з містом Лукка деякими важливими фактами, такими як присутність єпископа Лукки Альфонсо Пуччінеллі, який також був свідком явлення Святого Михаїла в 1656 році. У Луцці, в церкві Сан-Мікеле-ін-Форо, також є статуя, дуже схожа на ту, що знаходиться у святилищі Сан-Мікеле, подарована єпископом Пуччінеллі Лукканській республіці як символ подяки місту походження, після об'явлення 1656 року.
Після падіння Лангобардського королівства в 774 році святилище зберегло свою важливу функцію в Малій Лангобардії в складі новоутвореного за ініціативою Арехіза II лангобардського Беневентського князівства. Коли лангобардське князівство у XI столітті було ліквідоване норманськими завойовниками, святилище Святого Архангела Михаїла спочатку було під опікою норманів, потім швабів та анжуйців, які, своєю чергою, пов'язали себе з культом Михаїла та втрутилися в структуру самого святилища, змінивши його верхню частину та збагативши її новими декоративними елементами.

## Архітектура

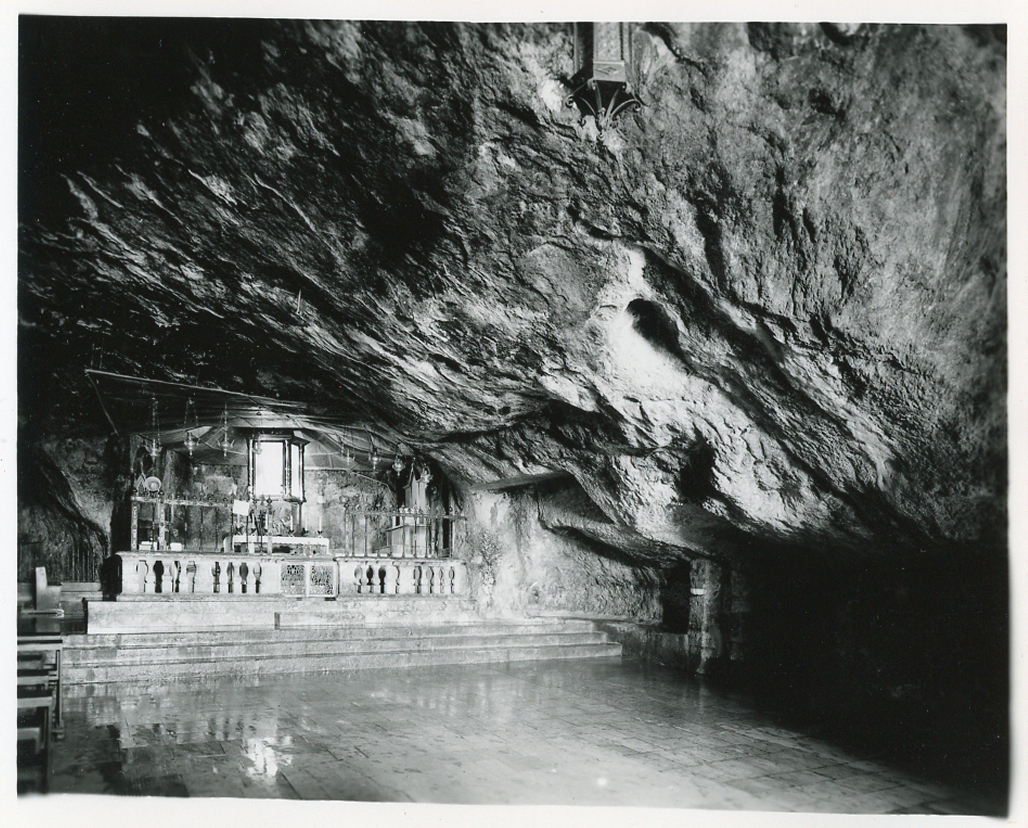
Грот Святого Архангела Михаїла в 1965 році. Фото Паоло Монті

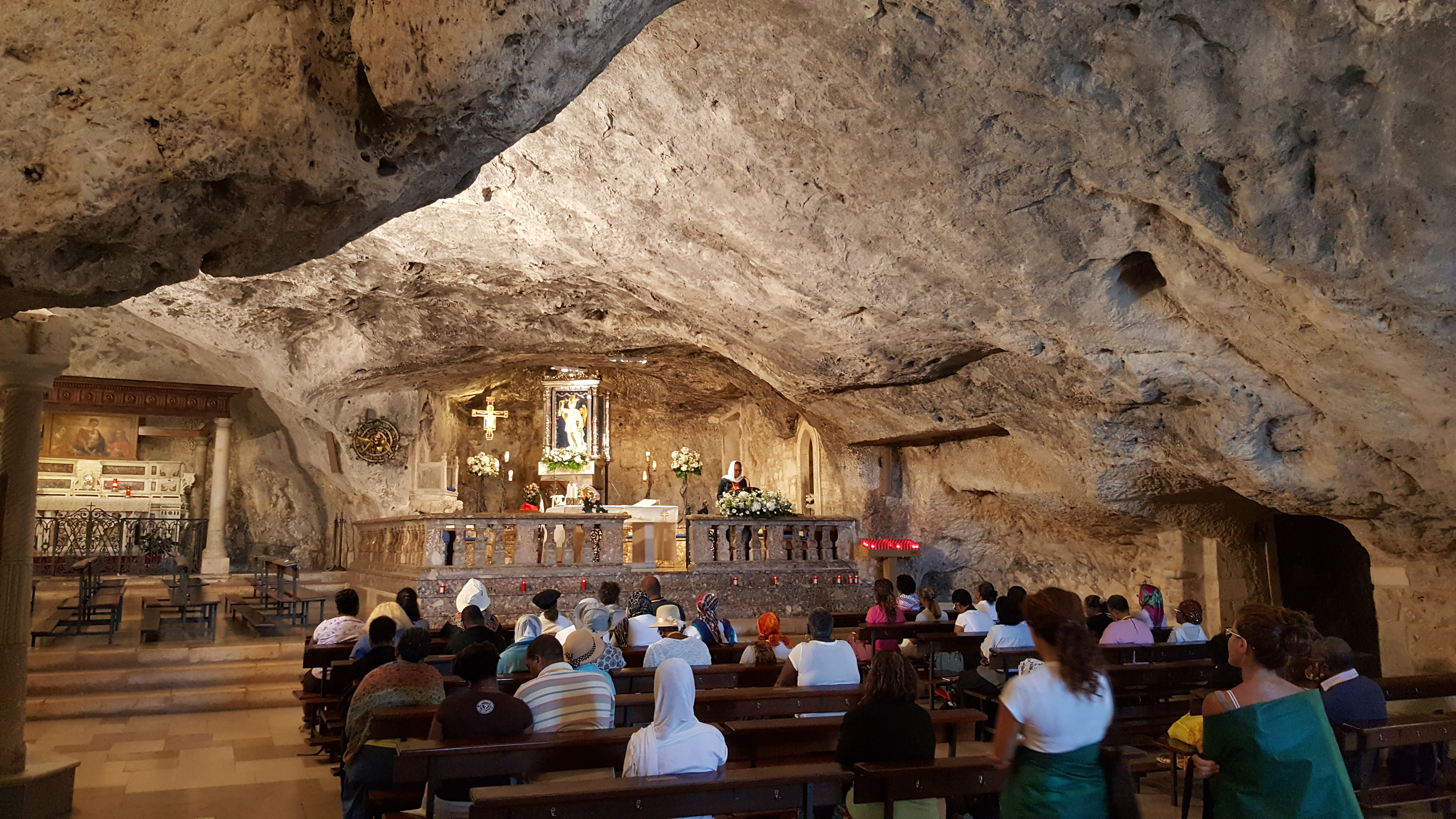
Грот Святого Михаїла у 2017 році.

Комплекс будівель складається з церкви Баттістеро-ді-Сан-Джованні-ін-Тумба, пошкодженої в 1942 році, та церкви Санта-Марія-Маджоре. Баптистерій являє собою прямокутну основу, на яку спирається восьмикутник, що в свою чергу підтримує еліптичний перетин, та високий барабан, що підтримує купол. Церква, зведена в XI столітті архієпископом Леоне, стоїть на залишках стародавнього некрополя. Кілька залишків свідчать про його колись багате фрескове оздоблення.
Замок був розширений норманами та став єпископською резиденцією Орсо, єпископа Беневенто, щоб забезпечити відповідне місце для ордена Святих Ангелів, а потім його модифікував Фрідріх II. Масивна восьмикутна дзвіниця була збудована наприкінці XIII століття Фрідріхом II як сторожова вежа. Її перетворив на дзвіницю Карл I Анжуйський.

За переднім двором святилище представляє портик з двома готичними арками, права з яких була створена 1395 року місцевим архітектором Сімоне, а ліва — реконструкцією 1865 року. З портика сходи ведуть вниз, до низького арочного нефа. До печери можна потрапити через романський портал під назвою Portale del Toro («Брама Бика»): бронзові двері були виготовлені в Константинополі в 1076 році на пожертвування амальфітського вельможі. Вони розділені на 24 панелі, що зображують епізоди з ангелами зі Старого та Нового Завітів.

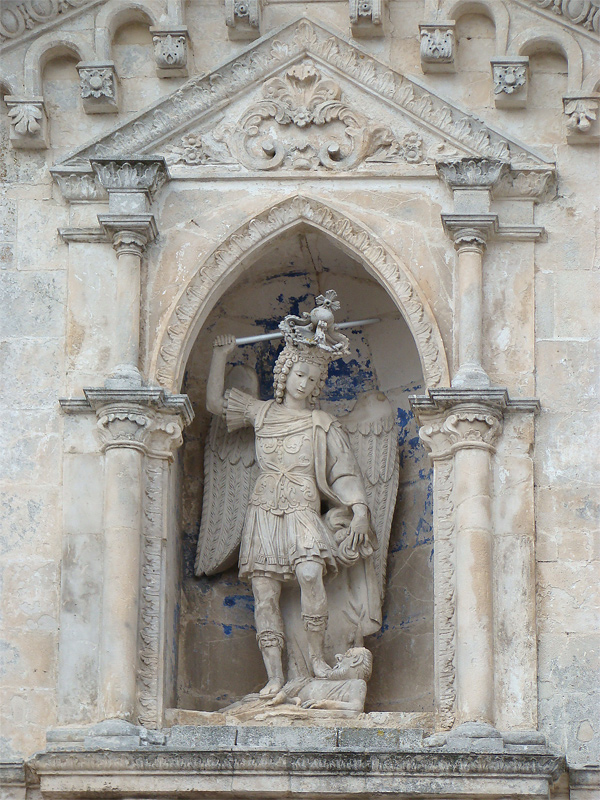
Статуя Святого Михаїла з видом на вхід до святилища.

Стародавня печера зі святою криницею, що відкривається ліворуч, сповнена дарів, серед яких виділяється мармуровий єпископський трон XII століття, що спирається на присівших левів. Серед об'єктів ex voto є статуя архангела Михаїла роботи Андреа Сансовіно. В архітектурний комплекс санктуарія входять:
1. Дзвіниця
2. Верхній атріум
3. Сходи
4. Внутрішній атріум
5. Хор
6. Каплиця Хреста
7. Вівтар Пресвятого Таїнства
8. Анжуйський неф
9. Печера Сан-Мікеле
10. Єпископська кафедра
11. Вівтар Матері Божої Неустанної Помочі
12. Крипти
13. Музей
14. Кам'яний кар'єр[11]

## Паломництва
Монте-Сант-Анджело було популярним місцем паломництва на шляху до Єрусалиму. Щоб відвідати «Небесну базиліку», паломники подорожували аж з Ірландії. Серед паломників, які відвідали святилище Святого Архангела Михаїла, було багато пап (Геласій I, Лев IX, Урбан II, Олександр III, Григорій X, Целестин V, Іван XXIII ще як кардинал, Іван Павло II), святі (Бригіта Шведська, Бернард Клервоський, Тома Аквінський), імператори, королі та князі (Людовик II, Оттон III, Генріх II, Матильда Тосканська, Карл I Анжуйський, Фернандо II Арагонський) тощо.
Франциск Ассизький також відвідав святилище, але, відчуваючи себе негідним увійти до грота, зупинився біля входу в молитві та медитації, поцілував камінь і вирізьбив на ньому знак хреста у формі «Т» (тау).

## Опікуни
З 13 липня 1996 року пастирська опіка над святилищем Святого Архангела Михаїла була доручена Конгрегації Святого Архангела Михаїла.